# سیارک ۲۰۳۱۴
سیارک ۲۰۳۱۴ (به انگلیسی: 20314 Johnharrison، نامگذاری:1998FN126) بیست هزار و سیصد و چهاردهمین سیارک کشف شده‌است که در ۲۸ مارس ۱۹۹۸ کشف شد.
قدر مطلق سیارک برابر ۱۳.۵ است.